# Les Masies de Sant Amanç
Les Masies de Sant Amanç és un veïnat que se situa al sud del nucli urbà de la vila d'Anglès (comarca de la Selva). Aquest veïnat consta d'un conjunt de masies disperses situades a la falda de la serra de Santa Bàrbara, en els darrers contraforts de les Guilleries. Deu el seu nom a l'ermita de Sant Amanç, situada al centre del veïnat, mencionada per primer cop l'any 1019 com a Sancti Amancii Anglensis.
La major part dels masos que componen el veïnat es troben abandonats (com Can Murtra i Can Garriga), tot i que n'hi ha actualment en rehabilitació (Can Camps i Can Manyans, entre d'altres) i alguns encara habitats (Can Coma-rodona, Can Soldat i Can Migdiada).

## Història
Sant Amanç era un ens local històric a primers del Segle XIX (Batllia d'Anglès del Vescomtat de Cabrera), però amb la fi de l'Antic Règim Senyorial, el seu terme va formar part des d'un primer moment del nou municipi d'Anglès.
Cal notar que des d'un punt de vista eclesiàstic, a principis del S. XIX el terme de Sant Amanç pertanyia ja a la parròquia de Sant Martí Sapresa.